# Tiocianato de butilo
El tiocianato de butilo —denominado también 1-tiocianobutano y butiltiocarbonitrilo— es un compuesto orgánico de fórmula molecular C5H9NS. Su estructura corresponde a un grupo funcional -SCN unido a un grupo butilo (-CH2-CH2-CH2-CH3).

## Propiedades físicas y químicas
A temperatura ambiente, el tiocianato de butilo es un líquido con una densidad menor que la del agua (0,961 g/cm³). Hierve a 180-183°C mientras que su punto de fusión —valor teórico, no experimental— es de -11 °C. Es soluble en agua a razón de 1900 mg/L; el valor del logaritmo de su coeficiente de reparto, logP = 2,03, indica una solubilidad mayor en disolventes apolares —como el 1-octanol— que en agua.
En cuanto a su reactividad, el tiocianato de butilo es incompatible con ácidos , agentes oxidantes y agua.

## Síntesis y usos
El tiocianato de butilo se puede sintetizar haciendo reaccionar tiocianato de metilo con 1-iodobutano —produciéndose un intercambio entre el anión tiocianato y el anión ioduro— en presencia de una sal cuaternaria en un disolvente apolar. Con este procedimiento se obtiene un rendimiento del 99%. Otra forma de producir este tiocianato es haciendo reaccionar un compuesto organometálico de cinc —ditiocianato de zinc— con n-butil-litio; también tratando 1-butanotiol con Ph3P(SCN)2, compuesto generado in situ. Asimismo, la síntesis de tiocianato de butilo se la llevado a cabo desde el 1-bromobutano empleando tiocianato de amonio contenido en arcilla, procedimiento que evita el uso de catalizador adicional o disolvente y presenta un rendimiento elevado (en torno al 85%).
Se ha propuesto el uso de este tiocianato como comonómero —monómero que se mezcla con otro monómero diferente para formar un copolímero— en composiciones que previenen la oxidación de la gasolina o del biodiésel; también en composiciones que mejoran las propiedades de aceites vegetales y grasas animales a bajas temperaturas previniendo su oxidación.

## Precauciones
El tiocianato de butilo es un compuesto inflamable que tiene su punto de inflamabilidad a 65 °C. Al arder puede liberar gases tóxicos tales como óxidos de nitrógeno, óxidos de azufre y cianuro de hidrógeno. En contacto con ácidos también libera gases muy tóxicos. Es un producto tóxico si se ingiere que produce irritación en piel y ojos.